# Panama-Buntbarsch
Der Panama-Buntbarsch (Panamius panamensis) ist ein Süßwasserfisch aus der Familie der Buntbarsche, der auf der pazifischen Seite des östlichen Panamas und in der Panamakanalzone vorkommt.

## Merkmale
Die Art erreicht eine Länge von 11 (Männchen) bis 10 cm (Weibchen). Die Fische sind grau mit einem rosigen Schimmer und größeren schwarzen Flecken auf den Körperseiten. In Panama werden sie deshalb als „Peje motete“ (= getüpfelter Fisch) bezeichnet. Im Unterschied zu den meisten anderen mittelamerikanischen Buntbarschen werden die Farben während der Fortpflanzungszeit beim Panama-Buntbarsch nicht intensiver. Zu den meristischen (zählbaren) Merkmalen, durch die sich die Art von anderen amphilophinen Buntbarschen (verwandt mit Amphilophus) unterscheidet, zählen wenige Afterflossenstacheln (6 vs. 7 oder mehr) und wenige Rückenflossenstacheln (16 vs. 17 oder mehr). Die paarigen Flossen reichen selten oder nie bis zum Beginn der Afterflosse. Die Zähne des Panama-Buntbarschs sind kurz, labiolingual abgeflacht und ähneln Schneidezähnen. Die Spitzen sind abgerundet, so dass sie zusammen keine Linie bilden.

## Lebensweise
Der Panama-Buntbarsch hat nur einen kurzen Darm und ist ein Allesfresser und ernährt sich je nach Jahreszeit unterschiedlich. Während der meisten Zeit des Jahres bildet tierische Nahrung, darunter aquatische Insektenlarven, ins Wasser gefallene Landinsekten wie Ameisen oder Mücken, Spinnen oder Wasserschnecken den größten Teil der Nahrung. In der Trockenzeit, darin fällt auch die Fortpflanzungszeit der Fische, wird pflanzliche Nahrung wie Algen oder Samen, aber auch Detritus wichtiger. Das hängt wahrscheinlich auch damit zusammen, dass die Fische dann in der Nähe des Laichs bzw. der Jungfische bleiben oder sich mit dem Jungfischschwarm nur wenige Meter am Tag bewegen. Um die pflanzliche Kost besser aufschließen zu können, wird der Darm in der regenarmen Zeit länger.

## Systematik
Die Art wurde 1913 durch die US-amerikanischen Ichthyologen Seth Eugene Meek und Samuel Frederick Hildebrand unter dem Namen Neetroplus panamensis beschrieben, später auch den Gattungen Cichlasoma, Hypsophrys, Archocentrus und zuletzt Cryptoheros zugeordnet. 2007 führte der mexikanische Ichthyologe Juan Schmitter-Soto die Untergattung Panamius für die Art ein. Im Jahr 2016 wurde Panamius in den Gattungsrang erhoben, mit Panamius panamensis als einziger Art. Panamius ist nah mit den anderen Gattungen des östlichen Mittelamerika verwandt und die Schwestergattung von Darienheros.